# Rinorea welwitschii
Rinorea welwitschii és una espècie de planta del gènere  Rinorea que es troba a l'Àfrica Occidental.
La piranoisoflavona alpinumisoflavona es pot trobar en l'escorça de R. welwitschii.

## Descripció
Rinorea welwitschii és un arbust o arbre petit de 8 m d'altura. Creix com a mala herba de la selva baixa, localment abundants, sovint a prop dels rierols (al sud de Nigèria) o formant matollars a Libèria i també en formen des de Sierra Leone fins al sud de Nigèria i a l'est del Camerun.

## Usos
De l'escorça de Rinorea welwitschii es fan medicaments cutànies, 
infeccions parasitàries subcutànies i tractaments dels ulls.
De les fulles de Rinorea welwitschii es fan antipirètics i analgèsics.

## Taxonomia
Rinorea welwitschii va ser descrita per Kuntze i publicat a Revisio Generum Plantarum 1: 42, l'any 1891. (5 de novembre de 1891).

## Subespècies
Existeixen dues subespècies de Rinorea welwitschii:
- Rinorea welwitschii subsp. tanzanica[6]
- Rinorea welwitschii subsp. welwitschii